# Rio Manuel Alves
O rio Manuel Alves' é um curso de água que banha os estados de Goiás e de Tocantins, no Brasil.